# Evans Bay
Evans Bay est une banlieue de la cité de Wellington, qui est la capitale de la Nouvelle-Zélande, située dans le sud de l’Île du Nord.

## Situation
La banlieue de Evans Bay, est localisée dans le secteur du mouillage de Wellington Harbour (en), et à l’opposé de la Péninsule de Miramar (en).
Elle fut utilisée comme base internationale des hydravions pour la cité de Wellington de 1938 jusqu’en 1956.

## Transport aérien
Evans Bay était la zone préférée de décollage des hydravions au niveau du mouillage de «Wellington Harbour» durant les années 1930 et les officiels locaux en firent la promotion pendant une décade.
Les visites par les avions d’Imperial Airways furent en vues en 1938, ainsi que celles de la Pan American. 
En 1940, la TEAL (en) fit voler l’un de sers deux hydravions Short Empire vers Evans Bay avec les dignitaires, pour assister à l'exposition du centenaire de la Nouvelle-Zélande (en), qui était localisée  à proximité, au niveau de la ville de Rongotai .
Bien que les hydravions type Short Sunderland et Consolidated PBY Catalina de la  RNZAF en opération, aient volé de façon intermittente lors des années 1940 à partir de leur base nautique de Shelly Bay localisée plus loin en arrière, le long de la péninsule de Miramar (en), ce ne fut pas avant 1950, quand TEAL, le prédécesseur de la compagnie aérienne national Air New Zealand, mit en œuvre un service permanent au-dessus de la mer vers l’Australie  à partir d’Evans Bay, localisé sur l’extrémité ouest, abrité de la baie, sous la pointe de Hataitai, à côté du bassin de maintenance de bateaux d’Evans Bay ship à l’aide d’une rampe de mise à l’eau de bateau (en)', qu'un terminal temporaire fut fourni en utilisant les garages et des parkings sur le côté de la route le long de Evans Bay Parade jusqu’à ce qu’à ce que des installations plus substantielles d’un véritable terminal soient construites sur les terres mises en valeur en 1951. 
Un «Braby» ponton de dock, fut installé pour permettre un débarquement plus aisé et une maintenance légère des hydravions de type Short Solent que TEAL utilisait à cette époque. L’abord d’Evans Bay pouvait être quelque peu rude par météo agitée dans des conditions de temps défavorables et au moins un des hydravions type Solent fut endommagé à l’atterrissage et nécessita des réparations substantielles.

## Devenir
Le service vers les îles Chatham fut aussi assuré à partir d’Evans Bay en utilisant des avions de la TEAL, de l’Anset Airways (en), ainsi que ceux de la RNZAF. 
Une proposition pour les périodes de pointe du service domestique, était en 1949 à partir d’Auckland d'utiliser des hydravions Short Sandringham par le biais de la National Airways Corporation (en)  pour faire face en 1947 à la fermeture de l’aéroport de Rongotai, mais ce service fut rapidement interrompu car non économique, comparé aux opérations avec les DC-3 allant 35 milles (56,32704 km) plus loin, que depuis l'aéroport actuel de Kapiti Coast.
À proximité, l’aéroport de Rongotai fournissait un contrôle du trafic aérien pour la zone de décollage mais avec les avancées de l’aviation, qui prirent le pas sur le concept des hydravions, TEAL bascula vers des opérations terrestres et le terminal fut fermé en 1956. 
À cette même époque, l’aéroport de Rongotai bénéficiait d’un surdéveloppement majeur dans le cadre de ce qui est maintenant l’aéroport international de Wellington, qui ouvrit en 1959. 
Un concept original aurait été de créer une base d’aéroport commune entre l’activité terrestre et celle des hydravions mais logiquement, il n’en fut rien .